# Магазинная петля
Магази́нная пе́тля́ (от англ. Department-Store Loop) — бытовой связывающий временный узел. Являлся одним из самых востребованных бытовых узлов, которым английские продавцы обвязывали свёртки и упаковки при продаже товара. Однако для иных целей узел непригоден из-за малой прочности. Узел по своему действию схож с поводковой петлёй, однако магазинная петля имеет более вытянутый вид.
Магазинная петля по своему строению схожа с развязывающимся простым узлом. Однако магазинную петлю отличает наличие стопорного узла на ходовом конце верёвки. Также различно предназначение: если развязывающийся простой узел — стопорный, то магазинная петля — связывающий узел.

## Способ завязывания
1. Завязать простой узел на коренном конце верёвки.
2. Завязать простой узел на ходовом конце верёвки.
3. Вставить ходовой конец верёвки в середину узла, со стороны выхода ходового конца из узла.
4. Затянуть.